# اس‌اس‌سی آئرو
اس‌اس‌سی آلتیمیت آئرو (به انگلیسی: SSC Ultimate Aero) یک خودروی سوپر اسپورت ساخت شرکت اس‌اس‌سی نورث آمریکا است که از سال ۲۰۰۴ تا ۲۰۱۳ تولید شده‌است.
اس‌اس‌سی آلتیمیت آئرو در سال ۲۰۰۷ عنوان رکورد سرعت خودروی تولیدی جهان را بر اساس رکوردهای جهانی گینس با ۴۱۲ کیلومتر در ساعت (۲۵۶ مایل در ساعت) شکست.
رکورد آن در ۴ جولای ۲۰۱۰ توسط بوگاتی ویرون سوپر اسپورت شکسته شد که به حداکثر سرعت تایید شده ۴۳۰ کیلومتر در ساعت (۲۶۷ مایل در ساعت) رسید.
اس‌اس‌سی آلتیمیت آئرو دارای موتور ۶٫۹ لیتری با ۱۳۰۰ اسب بخار قدرت است. 
طراحی آن خودروهای موتور وسط عقب-محور عقب بوده طول آن در حالت طبیعی ۴٬۴۷۰ میلیمتر (۱۷۶ اینچ)، عرض آن در حالت طبیعی ۲٬۰۸۰ میلیمتر (۸۲ اینچ)، ارتفاع آن در حالت طبیعی ۱٬۰۹۰ میلیمتر (۴۳ اینچ) و وزن آن در حالت طبیعی ۱٬۲۹۲ کیلوگرم (۲٬۸۴۸ پوند) است. در سال ۲۰۱۱ قیمت این اتومبیل ۶۵۰٬۰۰۰ دلار بود.